# Биатлон на Зимским олимпијским играма 1984.
Такмичење у биатлону на Зимским олимпијским играма 1984. у Сарајеву, састојало се од три биатлонске дисциплине. Одржано је на Игману — Велико Поље од 11. до 17. фебруара 1984. на теренима на Игману — Велико Поље
само у мушкој конкуренцијиžana у дисциплинама: појединачној трци на 20 км, спринт на 10 км и штафетној трци.
Најмлађи учесник био је југословенски биатлонац Јуре Велепец са 18 година и 246 дана, а најстарији Лајл Нелсон из САД са 35 година и 8 дана.
Најуспешније нације биле су Норвешка и Западна Немачка, које су освојиле по 3 медаље од сваке врсте по једну. Најуспешнији појединци били су Норвежанин Ејрик Квалфос и Западни Немац Петер Ангерер са по 3 медаље једном златном, сребрном и бронзаном. Због одржавања олимпијских игара, ове године такмичења у мушкој конкуренцији нису одржане на Светском првенству, где су одржана такмичења само у женској конкуреници. Резултати олимпијских нису бодовани за пласаман у Светском купу у сезони 1983/84.

## Календар такмичења
| фебруар | 7. уторак | 8. среда | 9. четвртак | 10. петак | 11. субота       | 12. недеља | 13. понедељак | 14. уторак   | 15. среда | 16. четвртак | 17. петак     | 18. субота | 19. недеља |
| ------- | --------- | -------- | ----------- | --------- | ---------------- | ---------- | ------------- | ------------ | --------- | ------------ | ------------- | ---------- | ---------- |
| Биатлон |           |          |             |           | поединачно 12:00 |            |               | спринт 12:00 |           |              | штафета 12:00 |            |            |

## Земље учеснице
Учестввовало је 95 биатлонаца из 25. земаља. Испод је списак земаља учесница; у загради је број учесника из сваке земље. Аустралија, Костарика, Шпанија и Јужна Кореја су први пут учествовале у биатлону на Олимпијским играма.
| - Аргентина (3) - Аустралија (1) - Аустрија (4) - Бугарска (3) - Источна Немачка (4) - Западна Немачка (4) - Италија (5) | - Јапан (4) - Јужна Кореја (1) - Југославија (6) - Кина (5) - Кинески Тајпеј (1) - Костарика (1) | - Мађарска (5) - Норвешка (5) - Румунија (5) - САД (6) - Совјетски Савез (4) - Уједињено Краљевство (6) | - Финска (5) - Француска (4) - Чехословачка (5) - Швајцарска (1) - Шведска (5) - Шпанија (2) |

## Освајачи медаља

### Мушкарци
| Дисциплина         |                                                                                        | Резултат  |                                                                  | Резултат  |                                                                              | Резултат  |
| Појединачно детаљи | Петер Ангерер · Западна Немачка}                                                       | 1.11:52,7 | Франк Петер Роеч · Источна Немачка                               | 1.13:21,4 | Ејрик Квалфос · Норвешка                                                     | 1.14:02.4 |
| Спринт детаљи      | Ејрик Квалфос · Норвешка                                                               | 30:53,8   | Петер Ангерер · Западна Немачка}                                 | 31:02,4   | Матијас Јакоб · Источна Немачка                                              | 31:10,5   |
| Штафета детаљи     | Дмитриј Васиљев · Јуриј Кашкаров · Алгамантас Шална · Сергеј Буљигин · Совјетски Савез | 1.38:51,7 | Од Лирхус · Ејрик Квалфос · Ролф Сторсвен · Ћел Себак · Норвешка | 1.39:03,9 | Ернст Рајтер · Валтер Пихлер · Петер Ангерер · Фриц Фишер · Западна Немачка} | 1:39:05,1 |

## Биланс медаља у биатлону
|    | Земља           |   |   |   |   |
| -- | --------------- | - | - | - | - |
| 1. | Норвешка        | 1 | 1 | 1 | 3 |
| 1. | Западна Немачка | 1 | 1 | 1 | 3 |
| 3. | Совјетски Савез | 1 | 0 | 0 | 1 |
| 4. | Источна Немачка | 0 | 1 | 1 | 2 |
|    | Укупно (4)      | 3 | 3 | 3 | 9 |

|    | Земља           |    |    |    |    |
| -- | --------------- | -- | -- | -- | -- |
| 1. | Совјетски Савез | 8  | 3  | 4  | 15 |
| 2. | Норвешка        | 3  | 2  | 2  | 7  |
| 3. | Источна Немачка | 1  | 4  | 4  | 9  |
| 4. | Западна Немачка | 1  | 1  | 2  | 4  |
| 5  | Шведска         | 1  | 0  | 2  | 3  |
| 6. | Финска          | 0  | 4  | 0  | 4  |
|    | Укупно (6)      | 14 | 14 | 14 | 42 |